# 상동면 (김해시)
상동면(上東面)은 대한민국 경상남도 김해시의 면이다. 김해시의 동편에 위치하고 있으며, 총면적 70.58km2로서 17개 읍면동 중 가장 넓은 면이다. 주민생활권이 김해와 부산 등 복수 지역이고 장척유원지, 낙동강변 등 관광자원이 풍부하여 피서철 명소로 많은 피서객이 찾고 있다. 산업화의 영향으로 500여 개의 각종 공장이 입주하여 생산활동을 활발히 하고 있는 지역이다.

## 연혁
상동이 행정구역 명칭으로 등장한 것은 971년 고려 광종 22년이며, 세종실록지리지에 감물야촌(甘勿也村)으로 나오며, 고려때에는 감물야향(甘勿也鄕)으로서 조정에 감물을 진상하였다는 기록이 있다. 감물야향(甘勿也鄕), 감물야촌(甘勿也村)이라는 명칭은 ‘달무리 마을’의 뜻으로 추정되며, 상동이란 명칭은 김해부의 동편 위쪽에 있는 면이란 뜻이다. 김해부의 동편에 있는 면이며, 20개리가 있었던 것을, 일제강점기 1914년에 행정구역이 폐합되었고, 현재에는 6개리 18개마을로 정리되어 있다.

## 행정 구역
- 감로리
- 대감리
- 매리
- 묵방리
- 여차리
- 우계리

## 학교
- 금동초등학교
- 용산초등학교